# Christoph Didier
Christoph Didier (* 4. Februar 1915 in Bouy-Luxembourg; † 24. Juli 1978 in Straßburg) war ein luxemburgischer Radrennfahrer und nationaler Meister im Radsport.

## Sportliche Laufbahn
Didier war Straßenradsportler. Als Amateur wurde er 1935 nationaler Meister im Straßenrennen. 1936 wurde er Vize-Meister. Im Etappenrennen Grand Prix François Faber wurde er 1937 Zweiter hinter Aloyse Klensch. 1938 holte er den nationalen Titel im Straßenrennen bei den Unabhängigen. Bei den Straßenradsport-Weltmeisterschaften 1935 wurde er 15. im Amateurrennen.
Didier wurde 1939 Berufsfahrer im Radsportteam M.Guimbretière und blieb bis 1946 als Radprofi aktiv. 1941 bis 1943 startete er für das deutsche Team Phänomen. 1939 beendete er die Tour de Suisse beim Sieg von Robert Zimmermann auf dem 3. Platz. 1940 siegte er in der Katalonien-Rundfahrt (ein Etappensieg) und 1941 bei Rund um Luxemburg, dem Ersatzrennen für die  Luxemburg-Rundfahrt sowie im deutschen Eintagesrennen um den Großen Sachsenpreis. 1942 wurde er hinter François Neuens Zweiter der Luxemburg-Rundfahrt und Zweiter im Rennen Echarpe d’Or (auch Westmark Rundfahrt) und holte er einen Etappensieg in diesem Rennen.
Die Tour de France bestritt er zweimal. 1938 schied er aus, 1939 wurde er 18. im Endklassement. Im Giro d’Italia 1940 schied er aus.